# Yvonne Sylvain
Yvonne Sylvain (Porto Príncipe, 28 de junho de 1907 – 3 de outubro de 1989) foi a primeira mulher a tornar-se médica no Haiti. Ela também foi a primeira mulher a ser aceita na Faculdade de Medicina da Universidade do Estado do Haiti, formando-se em 1940. Após o final da graduação, ela trabalhou como especialista em ginecologia e obstetrícia no Hospital Geral de Porto Príncipe. Por ser a primeira médica do país, Sylvain desempenhou um importante papel em providenciar acesso aprimorado à saúde aos cidadãos haitianos.  Entre outras realizações, Yvonne Sylvain também foi uma das vozes que lutaram pela igualdade física, econômica e social das mulheres do Haiti.

## Início de vida e educação
Yvonne Sylvain nasceu em Porto Príncipe e era filha de Eugénie Mallebranche e Georges Sylvain, ativista haitiano e importante figura de resistência à ocupação americana do Haiti. O casal teve ao todo sete filhos, uma deles sendo Suzanne Comhaire-Sylvain, a primeira mulher antropóloga do país.
Muito influenciada por seu pai, ela frequentou a École Normale d'institutrices, na qual formou-se e começou a trabalhar como professora. Aos 28 anos, ela tornou-se a primeira mulher a ser aceita na Faculdade de Medicina da Universidade do Estado do Haiti, concluindo seus estudos em 1940. Sylvain recebeu uma bolsa de estudos para estudar na Faculdade de Medicina da Universidade Columbia. Três anos após seu estágio, ela continuou em Nova Iorque trabalhando e estudando em importantes hospitais.

## Carreira
Sylvain fez inúmeras contribuições à área da saúde no Haiti e inspirou outras haitianas a seguirem seus passos. Em 1953, treze anos após sua formatura, oito mulheres haitianas já possuíam diplomas de medicina e já trabalhavam na área. Na época, a Universidade do Estado do Haiti contava com 241 estudantes de medicina matriculados; destes, dezessete eram mulheres.
Após sua graduação, Sylvain trabalhou por muitos anos no Hospital Geral de Porto Príncipe atuando na área de ginecologia e obstetrícia. A alta taxa de mortalidade no Haiti a inspirou a tornar-se médica; ela investiu seu tempo e habilidades para tratar haitianos com doenças variadas. Sylvain tinha interesse nos problemas de saúde imediatos que assolavam a população haitiana na época: esterilidade, superpopulação e câncer. Ela também se tornou professora da Universidade do Estado do Haiti. Sylvain publicou inúmeros artigos em revistas médicas e continuou a pesquisar sobre os principais e mais letais problemas de saúde que ocorriam no país.
Sylvain tornou-se vice-presidente da Fundação Haitiana para a Saúde e Educação. Frustrada com os métodos precários de tratamento de câncer do Haiti, ela se tornou inflexível quanto a investir em raios X e outros equipamentos médicos para o diagnóstico da doença, já que desejava que mais avanços médicos chegassem ao Haiti a fim de diminuir o número de pessoas que morriam de câncer. Sylvain fez parte da Liga Haitiana Contra o Câncer e ajudou a introduzir no país o teste de papanicolau, método de prevenção ao câncer cervical. Ela criou um comitê especial que ajudou a arrecadar fundos da França e da diáspora haitiana para um hospital que ela queria construir em Frères, cidade a dez minutos de Pétion-Ville, a fim de fornecer acesso médico a uma comunidade de mais de 100 000 pessoas. Ao mostrar comprometimento com a causa, Sylvain permaneceu no cargo de vice-presidente da Fundação Haitiana para a Saúde e Educação até a sua morte, aos 82 anos.
Com sua organização melhorando os hospitais haitianos, ela começou a trabalhar com saúde pública, especialmente na área de saúde reprodutiva e pesquisa para a Organização Mundial da Saúde (OMS). Sylvain também levou o seu conhecimento científico a países africanos como Nigéria e Senegal e trabalhou na Costa Rica.

## Arte
Ela participou ativamente da promoção da cultura haitiana através da arte. Sylvain foi tutorada por Normil Charles e também influenciada por Petion Savain. Ela trabalhou nos campos da arte, pintura, escrita, crítica de arte, teatro e até mesmo animação de rádio, sendo uma importante operadora cultural para sua comunidade. Arte, pintura e teatro eram interesses muito importantes para Yvonne Sylvain durante sua juventude, pois ela estava profundamente inserida em uma comunidade muito cultural. Em 1932, ela havia exibido mais de trinta pinturas à óleo e desenhos. No entanto, o desamparo que sentiu após a morte da sua mãe a inspirou a sua devoção às ciências médicas.

## Ativismo
Sylvain também esteve envolvida em movimentos a favor do sufrágio feminino, principalmente na Ligue Féminine d'Action Sociale (Liga Feminina de Ação Social), que ajudou as mulheres haitianas a ganharem o direito ao voto em 1950. Ela também publicou artigos sobre saúde pública no veículo de notícias da Liga, La Voix des Femmes.

## Homenagens
A Associação Médica Haitiana (AMH) fez uma homenagem póstuma a Sylvain, a reconhecendo como a primeira médica do país.